# Telebajski
Telebajski (Teletubbies) je naslov britanske televizijske oddaje za predšolske otroke, ki se osredotoča na štiri raznobarvna bitja, Telebajske, ki med seboj komunicirajo z žlobudranjem, na trebuščkih nosijo televizijske zaslone, oblikovani pa so tako, da spominjajo na majhne otroke.

## Nastopajo

### Glavni liki
- Tinki Binki (Tinky Winky) je prvi telebajsek, največji in najstarejši v skupini, vijolične barve s trikotno anteno na glavi. S seboj po navadi nosi rdečo torbo.
- Dipsi (Dipsy)  je drugi telebajsek, zelene barve s paličasto anteno na glavi, s temnejšim obrazom in največje trme.
- Lili (Laa-Laa) je tretji telebajsek, rumene barve z zavito anteno, ki rad pleše in poje ter pogosto skrbi za druge telebajske. Najraje se igra z oranžno gumijasto žogo.
- Po je četrti najmanjši in najmlajši telebajsek rdeče barve z okroglo anteno, ki običajno govori precej potiho.

## Odziv

### Kritiški odziv
Serija je prejela mešane kritike.

### Polemika v zvezi s Tinki Binkijem
Zaradi rdeče torbe Tinki Binkija se je v letu 1999 vnela polemika v zvezi z vplivom tega telebajska na otroke. V ZDA in v Veliki Britaniji so se med konservativci pojavljala mnenja, da ta lik ni primeren, saj naj bi predstavljal homoseksualca, katerih simbolna barva naj bi bila vijoličasta. Z BBC-ja so pojasnili, da je Tinki Binki samo prijazen tehnološki otrok s čarobno torbo. Ken Viselman z Itsy-Bitsy Entertainment je dodal: "Ni gej, niti heteroseksualec. Je samo lik v otroški oddaji."

## Prevod v slovenščino
TV Slovenija je prva na svetu prepričala BBC, da so jim dovolili preimenovanje naslova oddaje in imen osrednjih likov. Prevode je pripravil Milan Dekleva.